# 北部方面会計隊
北部方面会計隊（ほくぶほうめんかいけいたい、JGSDF Northern Army Finance Service）は、陸上自衛隊札幌駐屯地（北海道札幌市中央区）に隊本部が駐屯する北部方面隊直轄の会計科部隊である。

## 概要
隊長は1等陸佐（二）が充てられ、方面隊全般の会計業務、および方面隊管内に分散配置されて、それぞれの駐屯部隊に対する会計業務を任務とする。

## 沿革
- 1952年（昭和27年）10月15日：北部方面会計隊が札幌駐屯地に新編。
- 1954年（昭和29年）9月1日：管区会計隊・駐とん地会計隊が称号変更され会計隊となる[1]。
- 1957年（昭和32年）
  - 11月8日：第403会計隊が帯広駐屯地に新編[1]。
  - 12月15日：第403会計隊が帯広駐屯地から鹿追駐屯地に移駐[1]。
- 1960年（昭和35年）1月14日：会計隊本部（札幌）、第343（旭川）、第374（帯広）、第342（名寄）、第329（札幌）、第377（釧路）各会計隊が改編[1]。
- 1962年（昭和37年）8月15日：第342会計隊稚内派遣隊が稚内分屯地に新編。
- 1966年（昭和41年）
  - 1月21日：第423会計隊が札幌駐屯地、第424会計隊が釧路駐屯地に新編。
  - 2月21日：第423会計隊が札幌駐屯地から丘珠駐屯地へ、第424会計隊が釧路駐屯地から別海駐屯地へ移駐。
- 1974年（昭和49年）8月1日：第432会計隊が静内分屯地に新編。
- 1977年（昭和52年）1月30日：第435会計隊が東千歳駐屯地に新編。
- 1978年（昭和53年）3月25日：第435会計隊が東千歳駐屯地から美唄駐屯地に移駐。
- 1991年（平成03年）3月29日：第439会計隊が稚内分屯地に新編[2]。
- 2015年（平成27年）3月26日：会計隊の改編に伴い、第326（南恵庭駐屯地）・第327（岩見沢駐屯地）・第330（北恵庭駐屯地）・第331（幌別駐屯地）・第333（俱知安駐屯地）・第346（留萌駐屯地）・第403（鹿追駐屯地）・第423（丘珠駐屯地）・第424（別海駐屯地）・第432（静内駐屯地）・第435（美唄駐屯地）・第439（稚内分屯地）会計隊が廃止され、近隣会計隊の派遣隊が設置される[3]。
- 2021年（令和03年）3月18日：第343会計隊留萌派遣隊を第346会計隊（留萌駐屯地）に改編[4]。

## 部隊編成
- 北部方面会計隊本部「北方会-本」（札幌駐屯地）
- 第323会計隊「323会」（北千歳駐屯地）
  - 南恵庭派遣隊（南恵庭駐屯地）
  - 北恵庭派遣隊（北恵庭駐屯地）
  - 幌別派遣隊（幌別駐屯地）
- 第324会計隊「324会」（東千歳駐屯地）
  - 静内派遣隊（静内駐屯地）
- 第325会計隊「325会」（真駒内駐屯地）
  - 丘珠派遣隊（丘珠駐屯地）
  - 倶知安派遣隊（倶知安駐屯地）
- 第332会計隊「332会」（函館駐屯地）
- 第342会計隊「342会」（名寄駐屯地）
  - 稚内派遣隊（稚内分屯地）
- 第343会計隊「343会」（旭川駐屯地）
- 第344会計隊「344会」（上富良野駐屯地）
- 第345会計隊「345会」（滝川駐屯地）
  - 岩見沢派遣隊（岩見沢駐屯地）
  - 美唄派遣隊（美唄駐屯地）
- 第346会計隊「346会」（留萌駐屯地）
- 第374会計隊「374会」（帯広駐屯地）
  - 鹿追派遣隊（鹿追駐屯地）
- 第375会計隊「375会」（美幌駐屯地）
- 第376会計隊「376会」（遠軽駐屯地）
- 第377会計隊「377会」（釧路駐屯地）
  - 別海派遣隊（別海駐屯地）

## 主要幹部
| 官職名           | 階級          | 氏名   | 補職発令日     | 前職                             |
| ---------------- | ------------- | ------ | -------------- | -------------------------------- |
| 北部方面会計隊長 | 1等陸佐（二） | 酒井隆 | 2024年08月01日 | 陸上自衛隊関東補給処調達会計部長 |

| 代 | 氏名                 | 在職期間                                                    | 前職                                    | 後職                                   |
| -- | -------------------- | ----------------------------------------------------------- | --------------------------------------- | -------------------------------------- |
| 01 | 加藤英雄 （3等陸佐） | 1952年10月15日 - 1954年09月19日                             |                                         |                                        |
| 02 | 太田孝 （2等陸佐）   | 1954年09月20日 - 1955年03月15日                             |                                         |                                        |
| 03 | 佐藤輝吉 （2等陸佐） | 1955年03月16日 - 1958年05月19日                             |                                         | 陸上幕僚監部会計課主計班長 兼 給与班長 |
| 04 | 福島克己 （2等陸佐） | 1958年05月20日 - 1960年07月31日                             | 第5会計隊長                             | 陸上自衛隊九州地区補給処 調達会計部長  |
| 05 | 築沢克己 （2等陸佐） | 1960年08月01日 - 1962年03月15日                             | 第5管区総監部会計課長                   | 中部方面会計隊長                       |
| 06 | 新多喜治 （2等陸佐） | 1962年03月16日 - 1964年07月15日                             | 第2師団司令部勤務                       | 陸上自衛隊関東地区補給処 調達会計部長  |
| 07 | 住田勇 （2等陸佐）   | 1964年07月16日 - 1967年03月15日                             | 第1師団司令部会計課長                   | 陸上自衛隊施設補給処調達会計部長       |
| 08 | 麓和義               | 1967年03月16日 - 1969年07月15日 ※1968年07月01日 1等陸佐昇任 | 東部方面総監部会計課長代理 （2等陸佐）  | 北部方面総監部会計課長                 |
| 09 | 川橋健雄 （2等陸佐） | 1969年07月16日 - 1971年07月15日                             | 北部方面会計隊副隊長                    | 陸上自衛隊中央会計隊勤務               |
| 10 | 奈良忠夫             | 1971年07月16日 - 1973年07月15日 ※1973年04月01日 1等陸佐昇任 | 陸上幕僚監部総務課勤務 （2等陸佐）      | 東部方面会計隊長                       |
| 11 | 石川政之             | 1973年07月16日 - 1974年03月15日 ※1974年01月01日 1等陸佐昇任 | 第6師団司令部会計課長 （2等陸佐）       | 北部方面総監部会計課長                 |
| 12 | 寺尾克美             | 1974年03月16日 - 1976年08月01日 ※1976年01月01日 1等陸佐昇任 | 陸上幕僚監部会計課勤務 （2等陸佐）      | 陸上幕僚監部会計課経理班長             |
| 13 | 黒野靖衛             | 1976年08月02日 - 1977年07月31日 ※1977年03月16日 1等陸佐昇任 | 陸上幕僚監部監理部付 （2等陸佐）        | 北部方面総監部会計課長                 |
| 14 | 中村静夫             | 1977年08月01日 - 1979年07月31日 ※1979年01月01日 1等陸佐昇任 | 陸上幕僚監部会計課主計班長 （2等陸佐）  | 北部方面総監部総務部会計課長           |
| 15 | 渡部祐臣 （2等陸佐） | 1979年08月01日 - 1981年03月15日                             | 北部方面総監部勤務                      | 北部方面総監部総務部会計課長           |
| 16 | 桑畑繁貞             | 1981年03月16日 - 1982年08月01日                             | 陸上幕僚監部監理部会計課契約班長        | 陸上幕僚監部監理部会計課経理班長       |
| 17 | 藤原節雄             | 1982年08月02日 - 1984年06月30日                             | 陸上幕僚監部監理部会計課 会計監査班長   | 陸上幕僚監部監理部会計課経理班長       |
| 18 | 山合明               | 1984年07月01日 - 1987年03月15日                             | 陸上自衛隊北海道地区補給処 調達会計部長 | 東部方面総監部総務部会計課長           |
| 19 | 森田一雄             | 1987年03月16日 - 1989年07月31日                             | 東部方面総監部総務部会計課長            | 東部方面総監部勤務                     |
| 20 | 増田健三             | 1989年08月01日 - 1992年03月15日                             | 陸上幕僚監部監理部会計課経理班長        | 陸上幕僚監部監理部会計課長             |
| 21 | 井田賢治朗           | 1992年03月16日 - 1994年07月31日                             | 東北方面会計隊長                        | 陸上自衛隊中央会計隊勤務               |
| 22 | 阿部勝               | 1994年08月01日 - 1997年07月31日                             | 東北方面会計隊長                        | 東北方面総監部勤務                     |
| 23 | 野崎幸二             | 1997年08月01日 - 1999年07月31日                             | 陸上自衛隊業務学校会計教育部長          | 陸上自衛隊中央会計隊副隊長             |
| 24 | 今奈良修             | 1999年08月01日 - 2002年03月22日                             | 東部方面総監部総務部会計課長            | 陸上自衛隊小平学校会計教育部長         |
| 25 | 徳留和教             | 2002年03月24日 - 2004年07月31日                             | 西部方面会計隊長                        | 陸上自衛隊中央会計隊副隊長             |
| 26 | 高星勤               | 2004年08月01日 - 2006年12月05日                             | 陸上幕僚監部人事部厚生課給与室長        | 陸上自衛隊関西補給処副処長             |
| 27 | 西前英成             | 2006年12月06日 - 2009年07月31日                             | 陸上幕僚監部監理部会計課総括班長        | 自衛隊滋賀地方協力本部長               |
| 28 | 砂本伸行             | 2009年08月01日 - 2011年11月30日                             | 陸上幕僚監部監理部会計課総括班長        | 陸上自衛隊中央会計隊副隊長             |
| 29 | 中野智彦             | 2011年12月01日 - 2014年03月27日                             | 陸上幕僚監部監理部会計課総括班長        | 陸上自衛隊中央会計隊副隊長             |
| 30 | 中村博次             | 2014年03月28日 - 2016年07月31日                             | 陸上幕僚監部監理部会計課総括班長        | 陸上自衛隊幹部学校主任教官             |
| 31 | 濱松泰広             | 2016年08月01日 - 2019年07月31日                             | 陸上幕僚監部監理部会計課総括班長        | 陸上自衛隊教育訓練研究本部勤務         |
| 32 | 福岡忠               | 2019年08月01日 - 2022年03月13日                             | 陸上総隊司令部総務部会計課長            | 陸上自衛隊教育訓練研究本部勤務         |
| 33 | 浜口剛               | 2022年03月14日 - 2024年07月31日                             | 陸上総隊司令部総務部会計課長            | 自衛隊情報保全隊北部情報保全隊長       |
| 34 | 酒井隆               | 2024年08月01日 -                                            | 陸上自衛隊関東補給処調達会計部長        |                                        |

## 主要装備
- 1/2tトラック / 73式小型トラック
- 3 1/2tトラック / 73式大型トラック
- 業務車1号
- 業務車4号
- 89式5.56mm小銃
- 9mm拳銃